# Bócio multinodular tóxico
O bócio multinodular tóxico é um distúrbio relativamente frequente, no qual existem muitos nódulos na tireóide, sendo mais comum no sexo feminino e tende a aumentar com a idade tendo pico de incidência a partir da 6ª década de vida.
É uma das causas mais comum de hipertireoidismo, a par da Doença de Graves.

## Sinais e sintomas
Os sintomas do bócio uninodular tóxico são similares aos do hipertireoidismo:
- intolerância ao calor
- hipercinesia
- tremores
- irritabilidade
- perda de peso
- aumento de apetite
- bócio (aumento da glândula tireóide)
- taquicardia (alta frequência de batimentos cardíacos - acima de 100 bpm em repouso)

## Tratamento
O seu tratamento inicial pode ser medicamentoso, porém, o tratamento definitivo, que é efetivo, baseia-se na eliminação do tecido autônomo por irradiação obtida pela administração de iodo radioativo, através de tratamento operatório com a retirada cirúrgica.